# 多納休 (愛荷華州)
多納休（英語：Donahue）是一個位於美國愛荷華州斯科特縣的城市。

## 地理
多納休的座標為41°41′43″N 90°40′29″W / 41.69528°N 90.67472°W，而該地的平均海拔高度為216米（即709英尺）。

## 人口
根據2010年美國人口普查的數據，多納休的面積為0.91平方千米，當中陸地面積為0.91平方千米，而水域面積為0.00平方千米。當地共有人口346人，而人口密度為每平方千米380人。